# Phân loại bệnh nhân

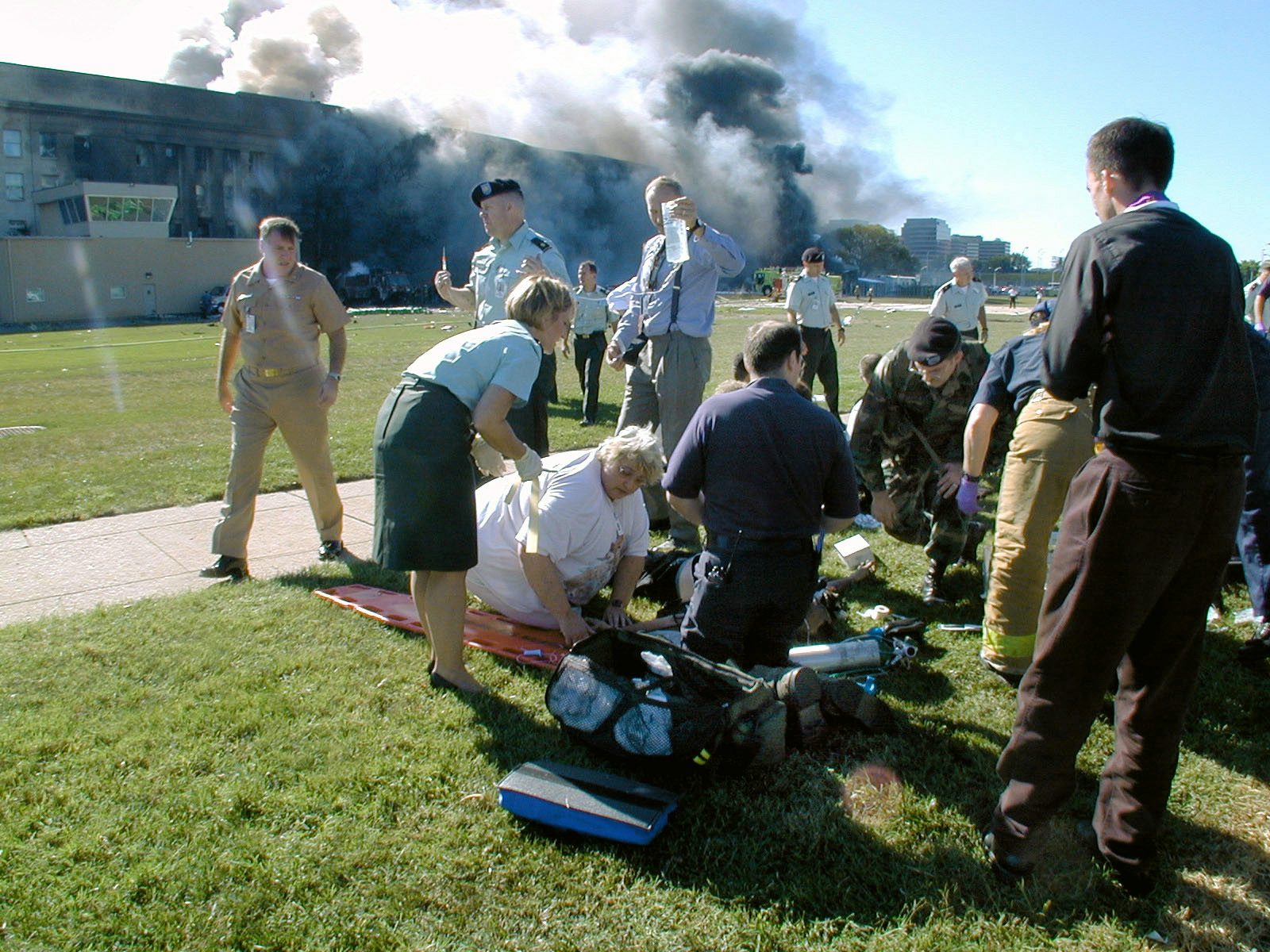
Trạm xử lý phân loại bệnh nhân tại Lầu năm góc sau tác động của chuyến bay 77 của American Airlines trong cuộc tấn công ngày 11 tháng 9 năm 2001.

Phân loại bệnh nhân là quá trình xác định các ưu tiên của phương pháp điều trị của bệnh nhân dựa trên mức độ nghiêm trọng của tình trạng bệnh. Việc phân loại này giúp điều trị bệnh nhân hiệu quả khi không đủ tài nguyên để điều trị tất cả bệnh nhân ngay lập tức; ảnh hưởng đến trật tự và ưu tiên điều trị khẩn cấp, vận chuyển khẩn cấp hoặc điểm đến vận chuyển cho bệnh nhân.
Bài viết này đề cập đến các loại hệ thống xử lý khác nhau khi nó xảy ra trong các trường hợp khẩn cấp về y tế, bao gồm bối cảnh tiền sử, thảm họa và điều trị tại khoa cấp cứu, cùng với những hạn chế và cân nhắc về đạo đức của chúng.

## Lịch sử

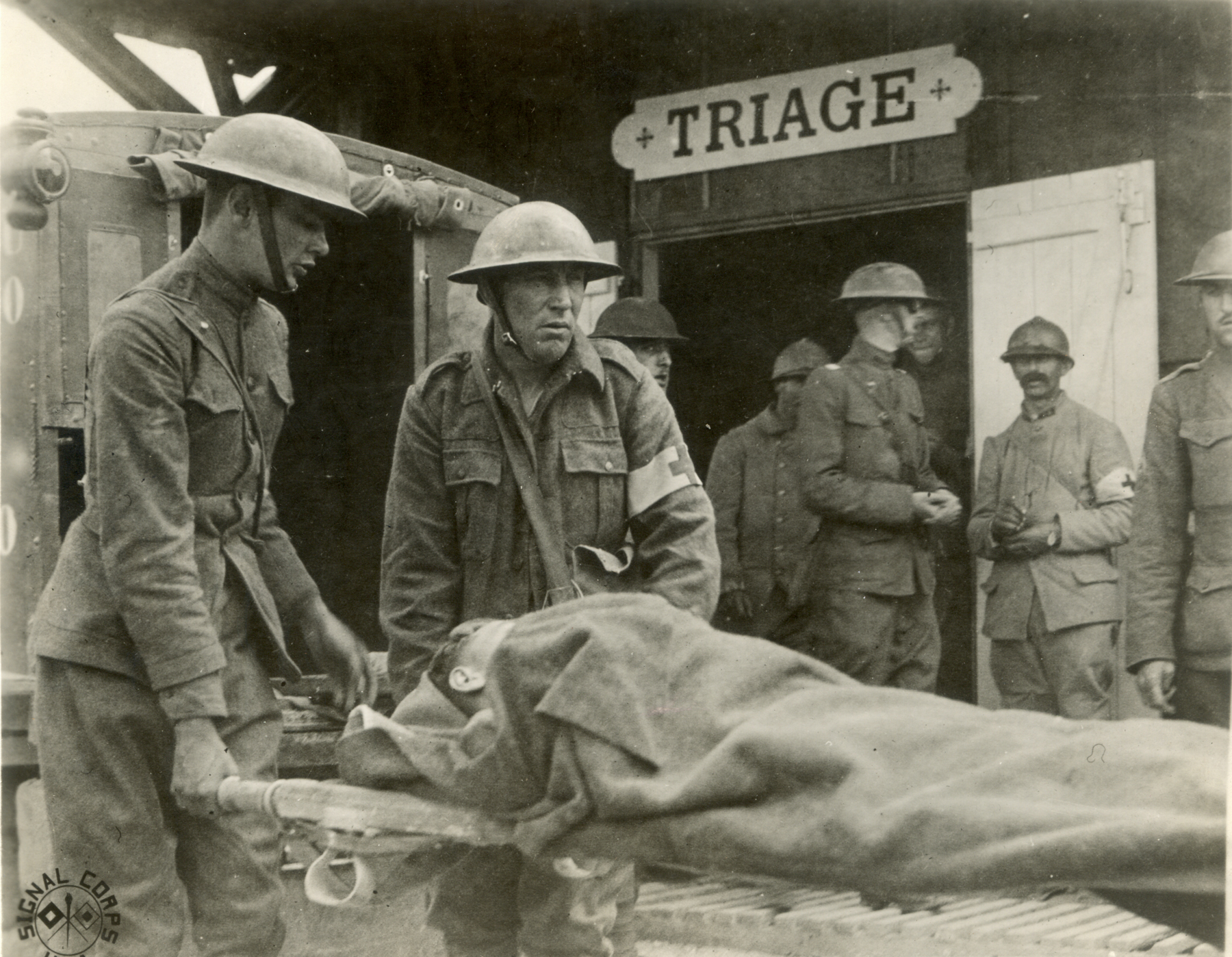
Trạm phân loại bệnh nhân, Suippes, Pháp, Thế chiến thứ nhất

Việc phân loại bệnh nhân trong y tế hiện đại được phát minh bởi Dominique Jean Larrey, một bác sĩ phẫu thuật trong Chiến tranh Napoléon, người "điều trị [bị thương] theo trọng lực quan sát của vết thương và sự khẩn cấp của việc chăm sóc y tế, bất kể cấp bậc hay quốc tịch", mặc dù khái niệm chung về ưu tiên theo tiên lượng được báo trước trong một tài liệu Ai Cập thế kỷ 17 TCN. Triage được sử dụng thêm trong Thế chiến I bởi các bác sĩ Pháp điều trị chiến trường bị thương tại các trạm cứu trợ phía sau mặt trận. Những người chịu trách nhiệm loại bỏ những người bị thương khỏi chiến trường hoặc sự chăm sóc của họ sau đó sẽ chia các nạn nhân thành ba loại:
- Những người có khả năng sống, bất kể họ được chăm sóc hay không;
- Những người không có khả năng sống, bất kể họ được chăm sóc hay không;
- Những người mà nếu được chăm sóc ngay lập tức có thể tạo ra sự khác biệt tích cực trong kết quả.

Đối với nhiều hệ thống dịch vụ y tế khẩn cấp (EMS), một mô hình tương tự đôi khi vẫn có thể được áp dụng. Trong giai đoạn sớm nhất của một sự cố, chẳng hạn như khi một hoặc hai nhân viên y tế tồn tại đến hai mươi bệnh nhân trở lên, thực tế đòi hỏi mô hình "nguyên thủy" hơn ở trên sẽ được sử dụng. Tuy nhiên, một khi đã có phản hồi đầy đủ và có sẵn nhiều người hỗ trợ, các nhân viên y tế thường sẽ sử dụng mô hình có trong chính sách dịch vụ và các đặt hàng chăm sóc thường trực của họ.
Khi công nghệ y tế đã tiến bộ, do đó, có những cách tiếp cận hiện đại để phân loại, ngày càng dựa trên các mô hình khoa học. Các phân loại của các nạn nhân thường là kết quả của các điểm phân loại dựa trên kết quả đánh giá sinh lý cụ thể. Một số mô hình, chẳng hạn như mô hình START có thể dựa trên thuật toán. Khi các khái niệm phân chia trở nên tinh vi hơn, hướng dẫn xử lý cũng phát triển thành các sản phẩm hỗ trợ quyết định phần mềm và phần cứng để người chăm sóc sử dụng trong cả bệnh viện và ngoài bệnh viện.